# Премія «Сатурн» за найкращу роботу художника-постановника
Премія «Сатурн» за найкращу роботу художника-постановника — категорія премії Сатурн, яку вручає Академія наукової фантастики, фентезі та фільмів жахів. Категорія заснована у 2010 році.

## Лауреати і номінанти
• Лауреати виділені окремим кольором.

### 2010—2021
| Рік          | Художник-постановник               | Фільм                                         |
| ------------ | ---------------------------------- | --------------------------------------------- |
| 36-а (2010)  | • Роберт Стромберг та Рік Картер   | Аватар                                        |
| 36-а (2010)  | • Стюарт Крейг                     | Гаррі Поттер і Напівкровний Принц             |
| 36-а (2010)  | • Філіп Айві                       | Дев'ятий округ                                |
| 36-а (2010)  | • Скотт Чембліс                    | Зоряний шлях                                  |
| 36-а (2010)  | • Сара Грінвуд                     | Шерлок Холмс                                  |
| 36-а (2010)  | • Алекс Макдауелл                  | Хранителі                                     |
| 37-а (2011)  | • Даррен Гілфорд                   | Трон: Спадок                                  |
| 37-а (2011)  | • Данте Ферретті                   | Острів проклятих                              |
| 37-а (2011)  | • Гай Хендрікс Діас                | Початок                                       |
| 37-а (2011)  | • Рік Генріхс                      | Людина-вовк                                   |
| 37-а (2011)  | • Роберт Стромберг                 | Аліса в Країні Чудес                          |
| 37-а (2011)  | • Кеті Альтієрі                    | Як приборкати дракона                         |
| 38-а (2012)  | • Данте Ферретті                   | Хранитель часу                                |
| 38-а (2012)  | • Стюарт Крейг                     | Гаррі Поттер і Смертельні реліквії: Частина 2 |
| 38-а (2012)  | • Том Фоден                        | Війна Богів: Безсмертні                       |
| 38-а (2012)  | • Рік Генріхс                      | Перший месник                                 |
| 38-а (2012)  | • Кім Сінклер                      | Пригоди Тінтіна: Таємниця «Єдинорога»         |
| 38-а (2012)  | • Бо Уелч                          | Тор                                           |
| 39-а (2013)  | • Ден Хенна                        | Хоббіт: Несподівана подорож                   |
| 39-а (2013)  | • Девід Гропман                    | Життя Пі                                      |
| 39-а (2013)  | • Єва Стюарт                       | Знедолені                                     |
| 39-а (2013)  | • Рік Генріхс                      | Похмурі тіні                                  |
| 39-а (2013)  | • Сара Грінвуд                     | Анна Кареніна                                 |
| 39-а (2013)  | • Х'ю Бейтап та Улі Ханіш          | Хмарний атлас                                 |
| 40-а (2014)  | • Ден Хенна                        | Хоббіт: Пустка Смога                          |
| 40-а (2014)  | • Філіп Мессіна                    | Голодні ігри: У вогні                         |
| 40-а (2014)  | • Керол Спір та Андрій Нескоромний | Тихоокеанський рубіж                          |
| 40-а (2014)  | • Енді Ніколсон                    | Гравітація                                    |
| 40-а (2014)  | • Ян Рульфс                        | 47 Ронін                                      |
| 40-а (2014)  | • Роберт Стромберг                 | Оз: Великий та Могутній                       |
| 41-а (2015)  | • Натан Кроулі                     | Інтерстеллар                                  |
| 41-а (2015)  | • Джеймс Чинлунд                   | Світанок планети мавп                         |
| 41-а (2015)  | • Адам Штокхаузен                  | Готель «Ґранд Будапешт»                       |
| 41-а (2015)  | • Чарльз Вуд                       | Вартові галактики                             |
| 41-а (2015)  | • Пітер Венхем                     | Перший месник: Друга війна                    |
| 41-а (2015)  | • Денніс Гасснер                   | У темному-темному лісі                        |
| 42-а (2016)  | • Томас Е. Сандерс                 | Багряний пік                                  |
| 42-а (2016)  | • Колін Гібсон                     | Шалений Макс: Дорога гніву                    |
| 42-а (2016)  | • Сабу Кирил                       | Багубалі: Початок                             |
| 42-а (2016)  | • Рік Картер та Даррен Гілфорд     | Зоряні війни: Пробудження Сили                |
| 42-а (2016)  | • Ед Верро                         | Світ Юрського періоду                         |
| 42-а (2016)  | • Скотт Чембліс                    | Земля майбутнього: Світ за межами             |
| 43-тя (2017) | • Рік Картер та Роберт Стромберг   | Великий дружній велетень                      |
| 43-тя (2017) | • Гай Хендрікс Діас                | Пробудження                                   |
| 43-тя (2017) | • Стюарт Крейг                     | Фантастичні звірі і де їх шукати              |
| 43-тя (2017) | • Ніл Ламонт та Дуг Чанг           | Бунтар Один. Зоряні Війни. Історія            |
| 43-тя (2017) | • Оуен Патерсон                    | Перший месник: Протистояння                   |
| 43-тя (2017) | • Чарльз Вуд                       | Доктор Стрендж                                |
| 44-а (2018)  | • Ханна Бічлер                     | Чорна Пантера                                 |
| 44-а (2018)  | • Денніс Гасснер                   | Той, хто біжить по лезу 2049                  |
| 44-а (2018)  | • Пол Денхем Остерберрі            | Форма води                                    |
| 44-а (2018)  | • Юг Тіссандьє                     | Валеріан та місто тисячі планет               |
| 44-а (2018)  | • Сара Грінвуд                     | Красуня і Чудовисько                          |
| 44-а (2018)  | • Рік Генріхс                      | Зоряні війни: Останні джедаї                  |
| 45-а (2019)  | • Чарльз Вуд                       | Месники: Завершення                           |
| 45-а (2019)  | • Рут Де Йонг                      | Ми                                            |
| 45-а (2019)  | • Джон Міхре                       | Мері Поппінс повертається                     |
| 45-а (2019)  | • Рік Генріхс                      | Дамбо                                         |
| 45-а (2019)  | • Білл Бжескі                      | Аквамен                                       |
| 45-а (2019)  | • Горацій Ма Гвонг-Вінг            | Тінь                                          |
| 45-а (2019)  | • Джемма Джексон                   | Аладдін                                       |
| 46-а (2021)  | • Барбара Лінг                     | Одного разу в… Голлівуді                      |
| 46-а (2021)  | • Патрік Татопулос                 | Чаклунка: Повелителька темряви                |
| 46-а (2021)  | • Рік Картер та Кевін Дженкінс     | Зоряні війни: Скайвокер. Сходження            |
| 46-а (2021)  | • Ра Вінсент                       | Кролик Джоджо                                 |
| 46-а (2021)  | • Марк Фрідберг                    | Джокер                                        |
| 46-а (2021)  | • Натан Кроулі                     | Тенет                                         |